# Juan José Graneros
Juan José Graneros Fue un bombero y policía argentino, con actuación en el primer tercio del siglo XX. Como integrante de la División Bomberos de la Policía de la Capital, institución de seguridad pública que fue la antecesora de la actual Policía Federal Argentina, se formó a las órdenes del legendario Coronel José María Calaza. Graneros se desempeñó como Jefe de ese Cuerpo de servidores públicos desde principios de la década del 20 hasta que designado Jefe de la Policía de la Capital por el presidente Hipólito Yrigoyen durante su segunda presidencia (1928-1930). Se convirtió así en el único oficial de esa rama policial que llegó a ejercer la jefatura institucional.

## Reseña biográfica
Nació en la localidad de Bragado, norte de la Provincia de Buenos Aires, el 16 de septiembre de 1876, resultando hijo de Juan José y Florentina Menceguez. Su formación tuvo lugar en la Escuela Mariano Moreno y posteriormente en el por entonces denominado “Colegio Nacional del Sur”, actualmente Colegio Nro. 1 Bernardino Rivadavia de la ciudad de Buenos Aires, en su emplazamiento original de Av. San Juan 2261. Durante su vida adulta vivió en el barrio porteño de Flores, habitando una casona ubicada en la esquina de las calles Ramón Falcón y Carabobo. Falleció el 14 de junio de 1965 a los 88 años.

## Desarrollo profesional
Ingresó al Cuerpo de Bomberos de la Policía de la Capital el 1 de enero de 1893, ascendiendo paulatinamente en el escalafón hasta alcanzar el grado de Mayor en 1911. En 1913, fue comisionado a realizar una visita a las tres grandes ciudades brasileñas de entonces, Río de Janeiro, São Paulo y Santos con la misión de estudiar sus sistemas de alarma. A su regreso continuó abocado al asunto, logrando que se adquirieran ese mismo año 200 avisadores de incendio de origen estadounidense. Lamentablemente, estas nunca llegarían a instalarse sino hasta muchos años después por falta de presupuesto.
Al igual que al resto de los miembros del Cuerpo de Bomberos, le tocaría enfrentarse a los grandes incendios que solían afectar las instalaciones textiles, madereras y portuarias durante las primeras décadas del siglo XX. Fue así que intervino en el siniestro ocurrido en las tiendas “A la Ciudad de Londres” (1910), en los Depósitos del barrio Las Catalinas (1920), en la fábrica de telas “Bolsalona” (1920) y en la textil “La Primitiva” (1925), del cual resultara con heridas y quemaduras de consideración.
Una de las particularidades de los bomberos porteños de aquellos años era que aún siendo parte de la policía, ostentaran grados, formación y disciplina militar. Ello provocó que en 1910 se lo nombrara capitán de la Reserva y en 1917 se firmara su despacho de Coronel de la misma condición. 
En 1921 alcanzó la Jefatura del Cuerpo de Bomberos, cargo que no dejaría sino hasta 1928, cuando ya siendo inspector general y como se dijo, sería designado jefe de Policía de la Capital por el presidente Hipólito Yrigoyen.
Entre tanto, había logrado en 1926 inaugurar el Destacamento Liniers, continuando así con el proyecto de descentralizar los servicios del Cuerpo al compás del crecimiento de los núcleos urbanos de la ciudad de Buenos Aires.

## Actuación como Jefe de Policía
Su llegada a la jefatura institucional se dio en consonancia con la política que habían adoptado los anteriores gobiernos radicales. En tal sentido, y buscando la desmilitarización de las fuerzas policiales, se privilegió en los nombramientos a funcionarios civiles o bien oficiales de carrera, tal como resultaba el caso de Graneros. Esta conducta resultaría alterada a partir de 1930 por los sucesivos gobiernos nacionales y habría que esperar hasta 1952 (cuando ya la Policía de la Capital se había transformado en la actual Policía Federal Argentina), para que nuevamente un oficial de la institución fuera designado al frente de la misma. 
Desde su lugar, bregó para que no prosperara la idea de algunos miembros de la oposición, de traspasar el servicio de bomberos a la entonces Municipalidad de la Ciudad de Buenos Aires. También durante 1929 y a pesar de los efectos de la crisis económica mundial que ya empezaban a sentirse en la Argentina, pudo obtener el presupuesto necesario para reforzar el parque automotor de las Comisarías porteñas, que para ese entonces sumaban 46.
Durante su gestión, se destaca también la compleja pesquisa que llevó a desarticular la organización de trata de mujeres conocida como Zwi Migdal, dirigida por el Juez de Instrucción Manuel Rodríguez Ocampo y llevada adelante por el Comisario Julio Alsogaray y la investigación del atentado contra la vida del Presidente de la Nación, Dr. Hipólito Yrigoyen, producido el 24 de diciembre de 1929 mientras el primer mandatario llegaba a su domicilio de la calle Brasil en el barrio de Constitución.
El descontento de algunos sectores sociales con la marcha del gobierno constitucional, sumado a la crisis económica y a las acusaciones de incapacidad para ejercer el cargo que se hacían sobre un Yrigoyen casi octogenario, encontraron eco en algunos periódicos de la época (como fue el caso de “Crítica, fundado y dirigido por Natalio Félix Botana y en segmentos de la sociedad civil y de las fuerzas armadas que nunca terminaron de aceptar la Ley Sáenz Peña de reforma electoral, merced a la cual había llegado el radicalismo al poder en 1916. A lo largo de 1930, una conspiración encabezada por el General recientemente retirado José Félix Uriburu comenzó a crecer. 
Tanto el ministro de Guerra, Tte. Gral. Luis Dellepiane como el propio Graneros, Jefe de Policía, pusieron sobre aviso al gobierno de los planes sediciosos en los que se encontraban comprometidos jefes militares y políticos conservadores. Sin embargo, ni el ministro del Interior, Dr. Elpidio González, ni el propio Yrigoyen dieron demasiada relevancia al asunto. 
La Policía de la Capital, encabezada por su Jefe se mantuvo fiel al gobierno legalmente constituido hasta los últimos momentos. Durante la noche del 5 al 6 de septiembre, se incrementó la vigilancia sobre los accesos a la Ciudad de Buenos Aires, se allanaron locales de la Liga Patriótica Argentina en los que se secuestraron armas listas para su distribución e incluso se arrestaron a políticos complotados. Es más, Uriburu, en su marcha desde la sede del Colegio Militar hacia Casa Rosada, debió detenerse para ocupar los locales de las Comisarías 37.ª y 39.ª, con el objeto de asegurar su retaguardia.
Finalmente, ante la detención de Yrigoyen en un cuartel de la ciudad de La Plata, la renuncia del vicepresidente Enrique Martínez y la amenaza del General Uriburu de hacer bombardear el Departamento Central de Policía, Graneros resolvió entregar el mismo junto a su renuncia. Cerraba así su actuación pública y se retiraba a la vida privada. 